# なんでもワンダーランド
なんでもワンダーランドは1987年4月6日〜1989年3月9日にNHK総合テレビジョンで放送されていた教養番組。

## 概要
NHKで放送されていた番組素材から再構成して、専門家の解説を加えた。
1988年度は前年度の再放送。NHK総合テレビの夕方に放送された最後のこども番組（アニメ・ドラマを除く）である。

## 放送時間
- 月〜木曜日 17:35-18:00

## 出演者
- 葛西聖司
- アンナ・ディメオ

## 放送リスト
| 初回放送日               | テーマ                     | 講師       |
| ------------------------ | -------------------------- | ---------- |
| 1987年04月06日〜04月09日 | 大自然スペクタクル         | 浜田隆士   |
| 1987年04月13日〜04月16日 | 英雄たちの少年時代         | 小和田哲男 |
| 1987年04月20日〜04月23日 | 鉄道に強くなろう           | 久保敏     |
| 1987年04月27日〜04月30日 | 遺跡・そのロマンと謎       | 森本哲郎   |
| 1987年05月04日〜05月07日 | これが世界のサッカーだ     | 岡野俊一郎 |
| 1987年05月25日〜05月28日 | これが禅の修行だ           | 平田精耕   |
| 1987年06月01日〜06月04日 | シルクロード・生活の知恵   |            |
| 1987年06月08日〜06月11日 | 海とにっぽん魚紀行         | 大野一敏   |
| 1987年06月15日〜06月18日 | 類人猿の知恵               | 山極寿一   |
| 1987年06月22日〜06月25日 | 世界たべもの博物館         | 木村尚三郎 |
| 1987年06月29日〜07月02日 | 銀河への招待               | 岡村定矩   |
| 1987年07月21日〜07月24日 | 海・神秘と謎の世界         | 奈須紀幸   |
| 1987年08月31日〜09月03日 | 分析・災害のメカニズム     | 伊藤和明   |
| 1987年09月07日〜09月10日 | 富士山をウォッチング       | 浜田隆士   |
| 1987年09月28日〜10月01日 | ルーブル美術館             | 阿部信雄   |
| 1987年10月05日〜10月08日 | ミクロネシアへの招待       | 石森秀三   |
| 1987年10月12日〜10月15日 | 分解・野球テクニック       | 金田正一   |
| 1987年10月19日〜10月22日 | 飛行機に強くなろう         | 佐貫亦男   |
| 1987年10月26日〜10月29日 | 世界の最高峰ヒマラヤ       | 浜田隆士   |
| 1987年11月02日〜11月05日 | 動物園の舞台裏             | 小森厚     |
| 1987年11月24日〜11月27日 | 宇宙から見た地球           | 坂田俊文   |
| 1987年11月30日〜12月03日 | 歌舞伎大百科               | 中村又五郎 |
| 1987年12月07日〜12月10日 | 北極圏の旅                 | 平澤威男   |
| 1987年12月14日〜12月17日 | CG入門                     | 河原敏文   |
| 1988年01月04日〜01月07日 | 宇宙への挑戦               | 長友信人   |
| 1988年01月25日〜01月28日 | 雪国のカタログ             | 市川健夫   |
| 1988年02月08日〜02月11日 | 自動車に強くなろう         | 渡辺彰     |
| 1988年02月15日〜02月18日 | 踊りのむこうに世界が見える | 山城祥二   |
| 1988年02月22日〜02月25日 | 特撮科学館                 |            |
| 1988年02月29日〜03月03日 | シルクロード・まち紀行     |            |
| 1988年03月07日〜03月10日 | ロボットは人間になれるか   | 加藤一郎   |